# Tasha Danvers
Natasha De'Anka « Tasha » Danvers (née le 19 septembre 1977 à Londres, dans le quartier de Lambeth) est une athlète britannique, spécialiste du 400 m haies, qui a remporté la médaille de bronze aux Jeux olympiques de Pékin.

## Biographie
Aux Jeux olympiques de 2008, Tasha Danvers se classe 3e sur 400 mètres haies, derrière la Jamaïcaine Melaine Walker et l'Américaine Sheena Tosta.
En juin 2012, touchée par une série de blessures depuis sa médaille olympique, Tasha Danvers annonce qu'elle met un terme à sa carrière.
Ses parents sont jamaïcains.

### Palmarès
| Date | Compétition                   | Lieu        | Résultat | Épreuve     | Performance   |
| ---- | ----------------------------- | ----------- | -------- | ----------- | ------------- |
| 1995 | Championnats d'Europe juniors | Nyiregyhaza | 2e       | 100 m haies | 13 s 46       |
| 1996 | Championnats du monde juniors | Sydney      | 6e       | 100 m haies | 14 s 00       |
| 1999 | Championnats d'Europe espoirs | Göteborg    | 1re      | 400 m haies | 56 s 00       |
| 2000 | Jeux olympiques               | Sydney      | 8e       | 400 m haies | 55 s 00       |
| 2000 | Jeux olympiques               | Sydney      | 6e       | 4 x 400 m   | 3 min 25 s 67 |
| 2001 | Championnats du monde         | Edmonton    | 5e       | 4 x 400 m   | 3 min 26 s 94 |
| 2001 | Universiade                   | Pékin       | 1re      | 400 m haies | 54 s 94       |
| 2001 | Universiade                   | Pékin       | 2e       | 4 x 400 m   | 3 min 30 s 40 |
| 2002 | Championnats d'Europe         | Munich      | 7e       | 400 m haies | 56 s 93       |
| 2006 | Jeux du Commonwealth          | Melbourne   | 2e       | 400 m haies | 55 s 17       |
| 2006 | Championnats d'Europe         | Göteborg    | 7e       | 400 m haies | 55 s 56       |
| 2007 | Championnats du monde         | Osaka       | 8e       | 400 m haies | 54 s 94       |
| 2008 | Jeux olympiques               | Pékin       | 3e       | 400 m haies | 53 s 84       |

### Records personnels
- 300 m : 37 s 80 (2000)
- 400 m : 52 s 89 (2008)
- 100 m haies : 12 s 96 (2003)
- 400 m haies : 53 s 84 (2008)
- Hauteur : 1,82 m (1998)